# 3D-Kunst
Als 3D-Kunst bezeichnet man traditionell dreidimensionale Kunstwerke wie Skulpturen, Tonkunst, Installationen und Keramik. Diese Objekte sind physisch erfahrbar und vermitteln eine dreidimensionale Wahrnehmung. 
In der Zeichnung wird häufig versucht, durch den Einsatz von Tiefenwirkung die Realität zu simulieren und den Eindruck von Dreidimensionalität zu erzeugen.

## 3D-Künstler
Als 3D-Künstler (engl. 3D Artist) versteht man im Allgemeinen jemanden, der sich in der digitalen Welt (IT) mit 3D-Computergrafiken auseinandersetzt. Dieser erstellt z. B. Grafiken und Animationen für Computerspiele. Eine andere Verwendung der Bezeichnung 3D-Künstler sind Maler, die ihre Werke durch 3D-Effekte real erscheinen lassen wie z. B. bei Straßenmalereien, in der durch diese Effekte die Realität „manipuliert“ wird und der Anschein nicht-realer Komponenten entsteht. In diesem Zusammenhang sei Joe Hill genannt, der seit dem 17. November 2011 vom Guinness-Buch der Rekorde bestätigt wurde mit dem aktuell größten 3D-Kunstwerk (Straßenmalerei). Ein solches Kunstwerk, das direkt auf die Umgebung Bezug nimmt, nennt man auch „interaktive Straßenmalerei“.

## Verschiedene Auffassungen von 3D-Kunst

### Digitale 3D-Modelle (3D-Computergrafik)
Computergrafiken haben ihren Beginn in den 1960er Jahren. 3D-Computergrafiken sind Grafiken, die eine dreidimensionale Darstellung geometrischer (oft kartesischer) Daten verwenden, die im Computer für die Durchführung von Berechnungen und die Darstellung von 2D-Bildern gespeichert werden.
3D-Computergrafiken werden oft als 3D-Modelle bezeichnet. Es gibt jedoch Unterschiede: Ein 3D-Modell ist die mathematische Darstellung eines dreidimensionalen Objekts. Ein Modell ist technisch nicht eine Grafik, bis sie angezeigt wird. Durch 3D-Druck sind 3D-Modelle nicht mehr nur in den virtuellen Raum beschränkt. Ein Modell kann visuell als ein zweidimensionales Bild durch einen Prozess namens 3D-Rendering angezeigt werden oder im nicht-grafischen Computersimulationen und Berechnungen verwendet werden.

### 3D-Straßenmalerei
In den letzten Jahren immer mehr in der Öffentlichkeit präsent, wird der Begriff 3D-Kunst auch als Synonym für Straßenmalereien, auch Pflastermalerei genannt, verwendet. Die Straßenmalerei hat eine lange Tradition und beschreibt eine Kunstform, bei der man hauptsächlich mit Kreide arbeitet und damit auf Beton, auf Asphalt, PVC oder aber auch – entsprechend aufbereiteten Stein malt. Der 3D-Effekt entsteht durch optische Täuschung, besonders bei Verschmelzung des Kunstwerkes mit dessen Umgebung".
Ein neuer Trend in der Straßenmalerei ist der Einbezug von Passanten, die sich – wie in der Frühzeit der Fotografie in den Kulissen eines Fotostudios – innerhalb einer illusionistisch gemalten Szenerie fotografieren lassen. Diese Art der Performance wird in der Szene als „interaktive Strassenmalerei“ bezeichnet.

### Kunst im 3D-Druck
Ein Modell, ein digitales 3D-Objekt, ist seit dem technologischen Fortschritt der 3D-Drucker bzw. der unterschiedlichen Verfahren dafür, nicht mehr auf einen virtuellen Raum beschränkt. Viele der vorher nur virtuell verfügbaren Figuren lassen sich jetzt per 3D-Drucker ausdrucken. Diese Technik findet in vielen Bereichen bereits Verwendung, wie z. B. in der Automobilindustrie, im klinischen Umfeld und für die Erstellung von Prototypen. Umfangreiche Datenbanken mit meist kostenfrei verfügbaren Modellen erlauben auch dem Neuanwender und Nichtkünstler den Druck von 3D-Modellen. Auch Künstler haben dieses Verfahren für sich entdeckt. Als Vorreiter in Deutschland gilt Moto Waganari, der seine digitalen, gitterartigen Modelle im 3D-Druck produzieren lässt.
Aber auch traditionelle Künstler wie Maler und Bildhauer nutzen diese Technik, die durch 3D-Scans ihre Skulpturen etc. abbilden und vervielfältigen oder wie ein Bildhauer auf Basis eines Steins arbeitet, diese auf Basis eines Modells arbeiten und diese nach dem Druck erst zu einem realen Objekt verarbeiten.